# أبو سعيد شودري
أبو سعيد شودري (بالبنغالية: আবু সাঈদ চৌধুরী)‏ (و. 1921 – 1987 م) هو دبلوماسي من بنغلاديش .

## روابط خارجية
- أبو سعيد شودري على موقع مونزينجر (الألمانية)